# Anomalochrysa viridis
Anomalochrysa viridis is een insect uit de familie van de gaasvliegen (Chrysopidae), die tot de orde netvleugeligen (Neuroptera) behoort. 
Anomalochrysa viridis is voor het eerst wetenschappelijk beschreven door Perkins in Sharp in 1899.